# 格拉納達邦聯
格拉納達邦聯（西班牙語：Confederación Granadina）是位於現在哥倫比亞和巴拿馬及巴西部分地區的一個國家，前身是新格拉納達共和國。格拉納達邦聯成立於1858年。1860年至1862年期間，格拉納達邦聯陷入內戰。1863年，格拉納達邦聯通過新憲法，改國名為哥倫比亞合眾國。